# Buch am Wald
Buch am Wald (eller: Buch a.Wald) er en kommune i Landkreis Ansbach i Regierungsbezirk Mittelfranken i den tyske delstat Bayern. Den er en del af Verwaltungsgemeinschaft Schillingsfürst.

## Geografi
Buch am Wald ligger i Naturpark Frankenhöhe. Nabokommuner er (med uret, fra nord): Geslau, Leutershausen, Schillingsfürst und Gebsattel.

### Landsbyer og bebyggelser
Kommunen består af følgende landsbyer og bebyggelser:
| - Buch a.Wald - Schönbronn - Gastenfelden - Traisdorf - Hagenau - Morlitzwinden | - Sengelhof - Schweikartswinden - Berbersbach - Gaishof - Leimbachsmühle - Froschmühle |